# Venezuelanalysis
Venezuelanalysis é um site pró-Revolução Bolivariana que se descreve como "um site independente produzido por indivíduos que se dedicam a divulgar notícias e análises sobre a atual situação política na Venezuela". Seu objetivo declarado é "fornecer uma contranarrativa à cobertura da mídia convencional sobre a Revolução Bolivariana, com base na perspectiva dos movimentos de esquerda e de base na Venezuela".

## História
Greg Wilpert fundou o site em 2003 com Martin Sanchez, um dos fundadores do Aporrea.org, um site pró-Chávez, que criou o "lado técnico" do site. A criação da Venezuelanalysis.com também foi auxiliada pelo governo venezuelano. A Venezuelanalysis se descreve como "um site independente produzido por indivíduos que se dedicam a divulgar notícias e análises sobre a atual situação política na Venezuela". Seu objetivo declarado é "fornecer uma contranarrativa à cobertura da mídia convencional sobre a Revolução Bolivariana, com base na perspectiva dos movimentos de esquerda e de base na Venezuela". Wilpert descreveu essa perspectiva como "claramente pró-Revolução Bolivariana, mas também crítica de alguns aspectos de uma perspectiva esquerdista". 
Em 2008, depois que a esposa de Wilpert foi nomeada Cônsul Geral da Venezuela em Nova York pelo governo de Hugo Chávez, o casal se mudou para a cidade de Nova York. Wilpert continuou a trabalhar como editor principal do site até 2009 e é membro de seu conselho de diretores. Em 2009, a Venezuela Analysis, Inc. foi registrada como uma corporação doméstica sem fins lucrativos no estado de Nova York. 

## Organização

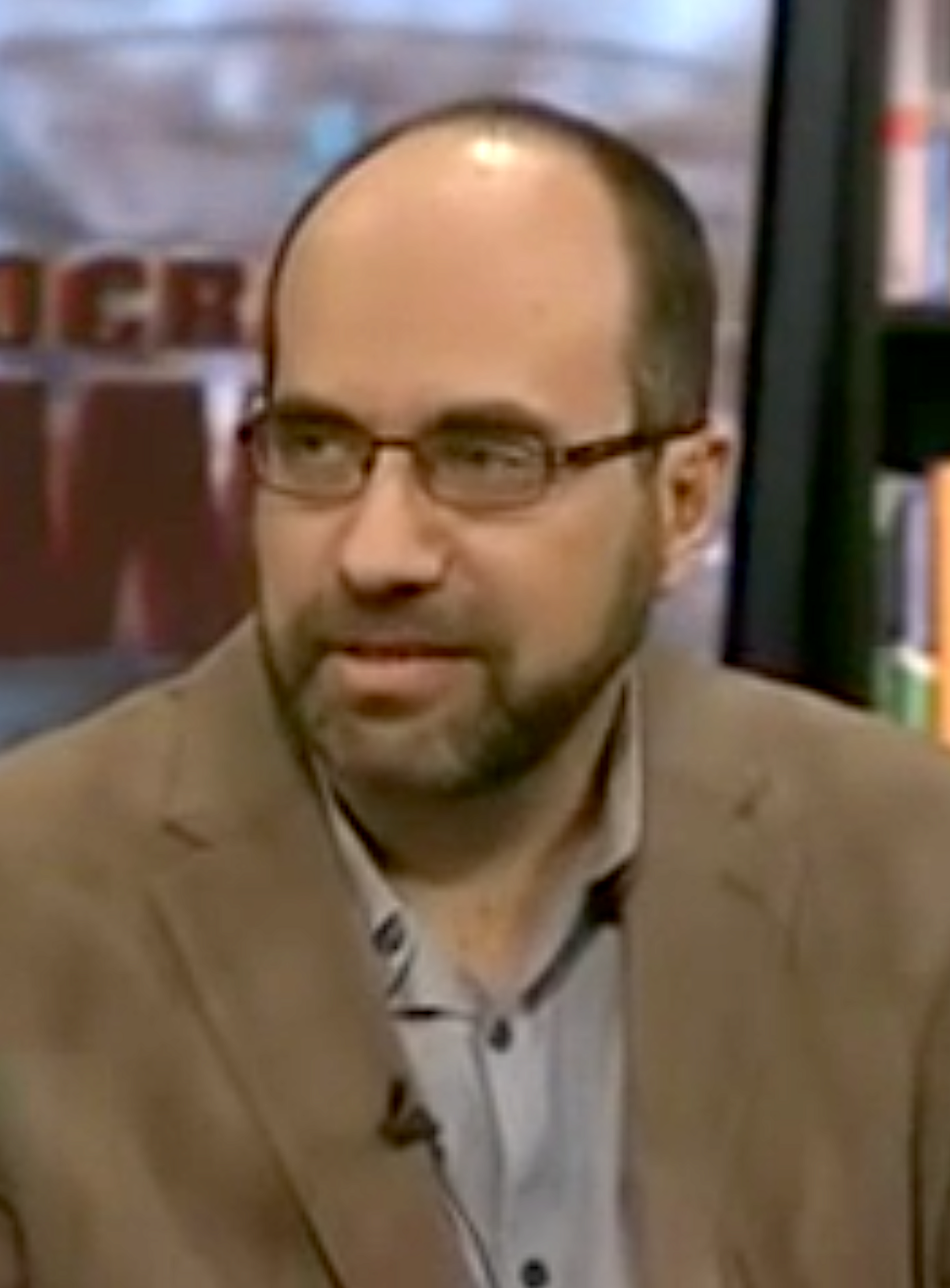
Gregory Wilpert, fundador da Venezuelanalysis.com

A Venezuelanalysis.com diz que é um "projeto da Venezuela Analysis, Inc., que está registrada como uma organização sem fins lucrativos no Estado de Nova York e da Fundación para la Justicia Económica Global, que está registrada em Caracas, Venezuela". 

### Pessoal
Gregory Wilpert e Martin Sánchez co-fundaram o site Venezuelanalysis em setembro de 2003. Wilpert foi o editor principal do site por seis anos, até 2009, e é membro do conselho de diretores do site. O GlobalPost descreveu Wilpert como "talvez o chavista mais proeminente." A esposa de Wilpert, Carol Delgado, foi nomeada Cônsul Geral da Venezuela em Nova York em 2008. 
De acordo com a Venezuelanalysis, "desde o início de 2008 seus redatores estão todos trabalhando no site em suas casas em vários lugares da Venezuela, com a contribuição de voluntários de todo o mundo". O site tem contribuidores da Inglaterra, Austrália e os EUA com uma mistura de credenciais ativistas e acadêmicas, incluindo os autores Nikolas Kozloff, que contribui periodicamente para o site, e Eva Golinger. Em 2019, a equipe do site consistia em Gregory Wilpert, Jan Kühn, Rachael Boothroyd, Lucas Koerner, Jeanette Charles, Katrina Kozarek, Paul Dobson, Cira Pascual Marquina e Ricardo Vaz.

## Financiamento e apoio
Em 2007, Wilpert afirmou que o site havia recebido "algum financiamento" do Ministério da Cultura do governo venezuelano, além de "doações de base". Naquela época, a Venezuelanalysis tinha "acordos de apoio mútuo" com o Green Left Weekly , Alia2 , TeleSUR e outros.
Até fevereiro de 2014, a página ''sobre'' da Venezuelanalysis afirmou que seus "serviços de servidor Web e largura de banda são doados pela Aporrea.org, um site maior mantido por grupos de base na Venezuela" e em abril de 2014, o site dizia que a Venezuelanalysis  "depende 100% das doações dos leitores e não recebe financiamento de nenhum governo".

## Recepção
A Venezuelanalysis.com é "pró-Revolução Bolivariana". Na Al-Jazeera, seu contribuidor Nikolas Kozloff o chamou de "um site simpático ao governo Chávez". Outras fontes dizem que é "inclinado para a esquerda". Em um telegrama de maio de 2004 sobre o uso da propaganda bolivariana pelo governo venezuelano, o governo dos Estados Unidos colocou o Venezuelanalysis.com em uma lista de sites que o governo venezuelano supostamente usou para "espalhar sua guerra contra a oligarquia, o neoliberalismo, o governo dos Estados Unidos e a proposta Área de Livre Comércio das Américas ”. De acordo com Brian Nelson, The Silence and the Scorpion, Venezuelanalysis.com realiza "controle de danos" para o governo venezuelano e "tentou desacreditar praticamente todos os estudos independentes de direitos humanos" enquanto Hugo Chávez estava no cargo como parte de "uma parte integrante do complexo de propaganda da Venezuela", segundo a fontes do governo venezuelano.